# カリム・コンテ
アブドゥル・カリム・コンテ（Abdoul Karim Conté、1999年8月25日 - ）は、ギニア・コナクリ出身のサッカー選手。元U-17ギニア代表。SKNザンクト・ペルテン所属。ポジションはミッドフィールダー。

## 経歴
カタールが取り組む国家的育成プロジェクト「アスパイア・アカデミー」（Aspire Academy）でサッカー教育を受け、アカデミーを卒業した2018年2月に、エストニアのJKタリナ・カレフにレンタル移籍する。プロ初年度から主力選手として活躍し、2018年3月から夏までのメスタリリーガでほぼ全試合でフル出場を果たす。
2018年夏、当時オーストリア・ブンデスリーガ1部に属したFCヴァッカー・インスブルックのU23（セカンドチーム）にレンタル移籍する。半年後の2019年1月にはトップチームに昇格するものの、出場は1試合のみであった。
2019-20シーズンからはオーストリア・ブンデスリーガ2部に降格したトップチームの主力選手としてほぼ全試合でフル出場を果たす。
2021年8月、オーストリア・ブンデスリーガ2部に属するSKNザンクト・ペルテンに2023年6月までの契約で完全移籍した。